# Cucullia divina
Cucullia divina är en fjärilsart som beskrevs av Culot. Cucullia divina ingår i släktet Cucullia och familjen nattflyn. Inga underarter finns listade i Catalogue of Life.